# Скидан Валерій Іванович
Вале́рій Іва́нович Скида́н — полковник Збройних Сил України.

## З життєпису
Станом на березень 2012 року — старший інспектор — помічник головного інспектора Головної інспекції Міністерства оборони України.

## Нагороди та вшанування
- Указом Президента України № 878/2019 від 4 грудня 2019 року за «особисті заслуги у зміцненні обороноздатності Української держави, мужність і самовіддані дії, виявлені у захисті державного суверенітету та територіальної цілісності України, зразкове виконання військового обов'язку» нагороджений орденом Данила Галицького[2].